# Louis Faurel
Louis Faurel (Túnez, 13 de agosto de 1907 - 4 de julio de 1973), fue un micólogo, liquenólogo, y botánico francés. Realizó extensas expediciones botánicas y micológicas a Argelia, Túnez
Fue subdirector del "Laboratorio de Micología y Patología Vegetal", en la Ecole Pratique des Hautes Études.

## Algunas publicaciones
- Breton, A., Faurel, L. 1964. Deux espèces remarquables inédites de champignons coprophiles appartenant au genre Sporormia de Not. (sensu lato). Bull. Trimestriel de la Société Mycologique de France 80 (2): 247-258, 9 figs, 1 tabla
- Dubuis, A., Faurel, L. 1963, publ. 1964. Récoltes botaniques de R. Pasquier en Iran. (13 de abril-16 de julio de 1957). Bull. de la Société d’Histoire Nat. Afr. Nord 54: 85-132
- Faurel, L. 1948. Un Terfezia nouveau pour l’Afrique du Nord (T. olbiensis Tul.). Bull. de la Société d’Histoire Nat. Afr. Nord 38: 70-71
- --------------, J. Feldmann, G. Schotter. 1964, publ. 1965. Catalogue des Myxomycetes de l’Afrique du Nord. Bull. de la Société d’Histoire Nat. Afr. Nord 55: 7-39, 1 tabla
- --------------, G. Schotter. 1954. Remarques à propos du Pleolecis geophana (Nyl.) Clem.. Bull. de la Société d’Histoire Nat. Afr. Nord 45 (3-4): 126-133
- --------------, G. Schotter. 1956. Un champignon parasite du géranium rosat en Algérie, Lasiodiplodia pezaliana n.sp. Bull. de la Société d’Histoire Nat. Afr. Nord 47 (3-4): 115-117, 3 figs.
- --------------, G. Schotter. 1964, publ. 1965. Notes mycologiques. II. Quelques champignons coprophiles des environs d’Alger. Rev. Mycol. Paris, N.S. 29 (4): 267-283, 8 figs, 1 tabla
- --------------, G. Schotter. 1964, publ. 1965. Notes mycologiques. III. Quelques champignons coprophiles du sud Algérois. Rev. Mycol. Paris, N.S. 29 (4): 284-295, 6 figs, 1 tabla
- --------------, G. Schotter. 1965. Notes mycologiques. IV. Champignons coprophiles du Sahara central et notamment de la Tefedest. Revue Mycol. 30 (3): 141-165, 3 figs, 1 tabla

### Libros
- Jean-Paul Barry, Louis Faurel. 1973. Notice sur la feuille de Ghardaia: carte de la végétation de l'Algérie au 1/500000ème. Ed. Société nationale d'édition et de diffusion. 125 pp.
- René Maire, Marcel Guinochet, Louis Faurel, Marc Weiller, Louis Emberger. 1955. Monocotyledonae: Glumiflorae (Gramineae: sf. Pooideae p.p.) Volumen 48 de Encyclopédie biologique. Ed. Lechevalier. 398 pp.

## Eponimia
Especies
- (Apiaceae) Bupleurum faurelii Maire[3]
- (Asteraceae) Crepis faureliana Maire[4]